# Каман, Роб
Роб Каман (нидерл. Robert Kaman; 5 июня 1960, Амстердам — 30 марта 2024, Скопелос, Децентрализованная администрация Фессалии и Центральной Греции) — нидерландский спортсмен и актёр. Девятикратный чемпион мира по муай-тай и кикбоксингу. Его прозвища — Голландец и Мистер лоукик.

## Биография
Родился 5 июня 1960 года в Амстердаме.  Начал заниматься боевыми искусствами в 1976 году, до этого выступал в молодёжной команде «Аякса».  Первым освоенным единоборством был пенчак силат.  В 1978 году приступил к тренировкам по муай-тай в клубе «Меджиро Джим».

### Профессиональная карьера
Четыре месяца спустя состоялся его дебютный поединок против французского чемпиона Карильена, завершившийся поражением по очкам.  Переломным этапом в спортивной карьере Камана стала победа техническим нокаутом во втором раунде над Блинки Уркидесом, братом Бенни Уркидеса,  обеспечившая ему выход на международную арену.
Каман отправился биться в Таиланд. Первый бой был с локальным чемпионом Денноем. Каман нокаутировал местного бойца. Сразу после поединка ему предложили нового соперника — Лекчарта, который был чемпионом Таиланда. Этот бой он проиграл, но вынес уроки из поражения. После этого Каман вернулся на родину, где одержал много побед. Это позволило в 1983 году ему выйти на бой с Робом Монкяйо — чемпионом мира по кикбоксингу WKA. Каман выиграл в третьем раунде и стал первым европейцем, которому удалось завоевать этот титул.
В следующем году крупной победой Камана стал триумф над чемпионом Таиланда Паяп Премчаем. В том же году были ещё знаковые поединки: матч-реванш с Монкьяйо, с великим бойцом муай-тай Самарт Прасанмиртом и Жаном Марком Танусом — во всех противостояниях Каман победил. В 1985 году была победа над Ларри Макфеденом и повторный бой с Лекчартом, в котором Каман смог взять реванш.
После серии побед по разным правилам, в том числе над Эрнесто Хостом, Камана пригласили драться в Японию. Там первым его соперником был опять Лекчарт, который был нокаутирован в первом раунде. Впоследствии он много раз дрался в этой стране и неизменно побеждал.
В 1989 году Каман проиграл бой в Амстердаме Яну Весселсу. Позднее он вернулся и отобрал мировой титул WKA у своего обидчика. В 1990 году Каман снимался в фильме «Кровавый кулак», много бился и у него родился сын. Его преследовали многочисленные травмы. Но у Камана был контракт на бой в Японии с Робом Смитом. Несмотря на все трудности, он вышел на поединок и вновь проиграл. Каман вернулся и после триумфального боя в Японии снова получил в соперники Эрнесто Хоста, которого считают лучшим бойцом в истории кикбоксинга. И Каман победил.
В 1991 году под руководством своего нового менеджера — Клова Депре — он завоевывает очередной мировой титул WKA. В 1992 году состоялся «величайший бой» с Жаком Ивом Теро — одним из самых великих на тот момент бойцов. Каман выиграл техническим нокаутом и стал мировым чемпионом по версии ISKA . После трёх лет перерыва в 1993 году Роб впервые выступил в Голландии и нокаутировал Рико Ватхерста. В 1999 году Роб решает закончить карьеру бойца. Последний бой он проводит в Голландии — там где и начал в свое время карьеру. Его соперником был 21-летний Алексей Игнашов — будущая мировая звезда муай-тай. Поединок вызвал огромный ажиотаж у публики. Из последнего своего противостояния Роб вышел победителем — судьи присудили ему победу по очкам, но после поединка Каман отдал свой кубок белорусу, сказав что тот на самом деле выиграл бой. Сын Роба Гэби вынес на ринг кубок «бойца века» и вручил отцу, который на тот момент провел более ста боев.

### Кинокарьера
В 1990 году Роб снимается в фильме «Кровавый кулак». В 1993 году выходит 8 видеокассет с уроками муай-тай от Камана, документальный фильм с нарезкой лучших его боев, а также он снимается в двух фильмах с Жанном-Клодом Ван Даммом — «Максимальный Риск» и «Двойной удар». После одного из боев киноактёр подошёл к Каману и сам предложил ему роль. После небольшого количества боев за несколько лет он опять снимается в кино. И снова это был совместный проект с Жанном-Клодом — фильм «Легионер».

### Дружба с Рамоном Деккерсом
Дружил с бойцом муай-тай Рамоном Деккерсом. Когда Каман жил в Таиланде, Деккерс приехал туда на свои первые поединки. Более опытный и взрослый Каман поддерживал молодого бойца, стоя у него в углу ринга вместе с Кором Хеммерсом. Роб и Рамон вместе жили и тренировались в Паттайе. Вместе они также посещали зал тайского тренера Йодтхонга Сенанана. На родине муай-тай бойцов называли «Голландская двойка». Первым менеджером Рамона стал менеджер Камана — Клов Депре.

### Смерть
Умер вечером 31 марта 2024 года в возрасте 63 лет.